# Porzeczka złota

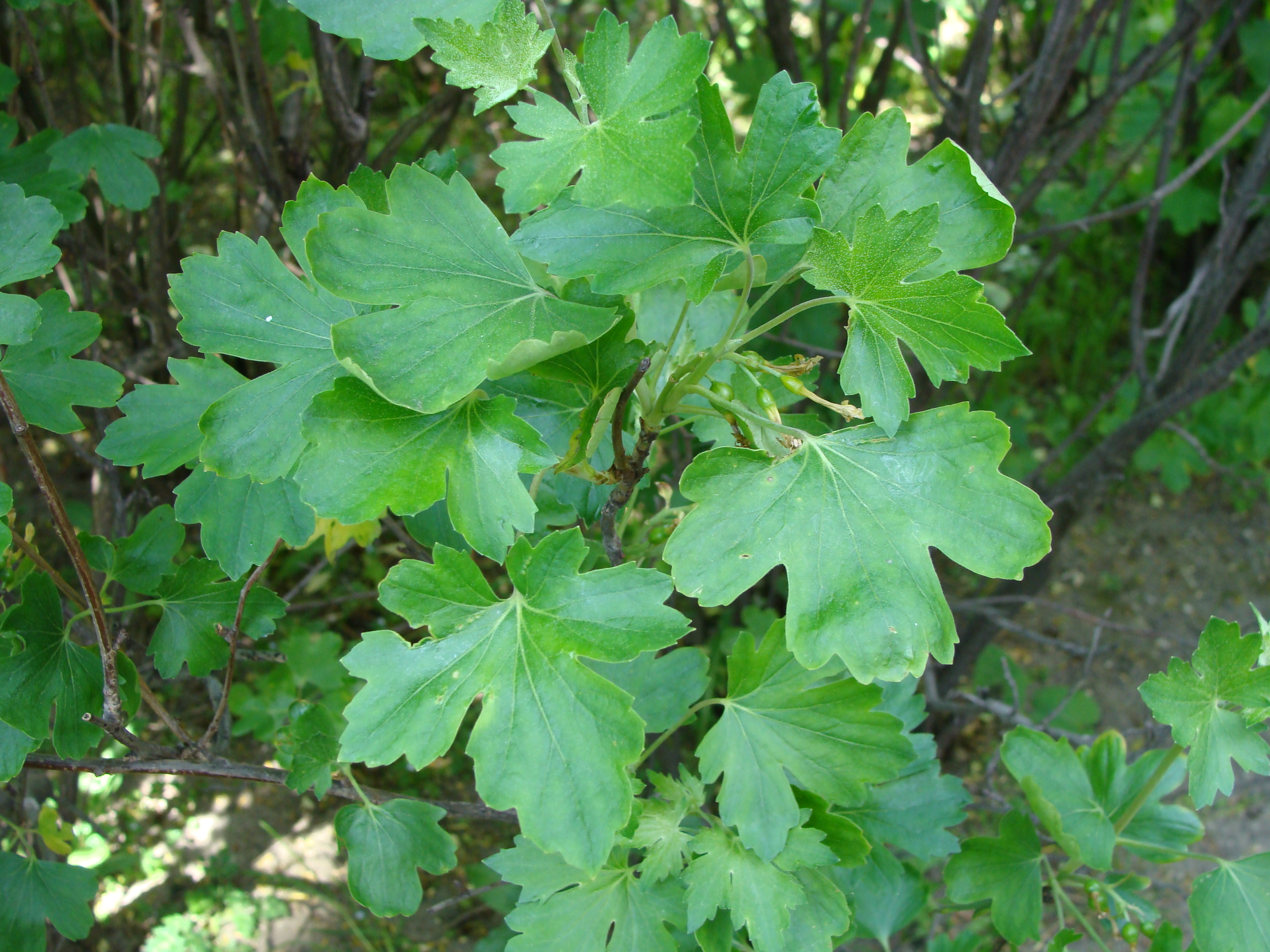
Liście

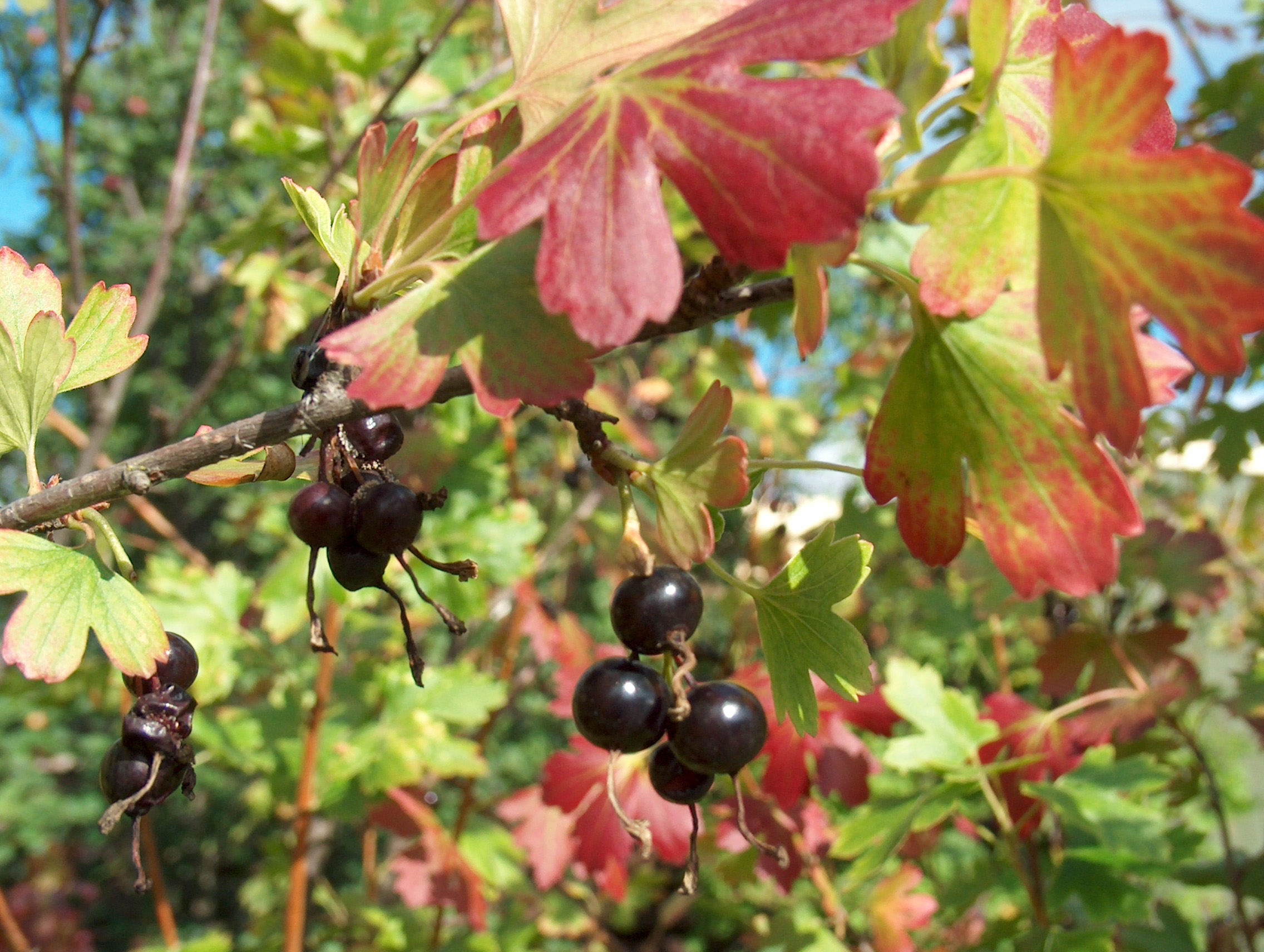
Liście i dojrzałe jagody jesienią

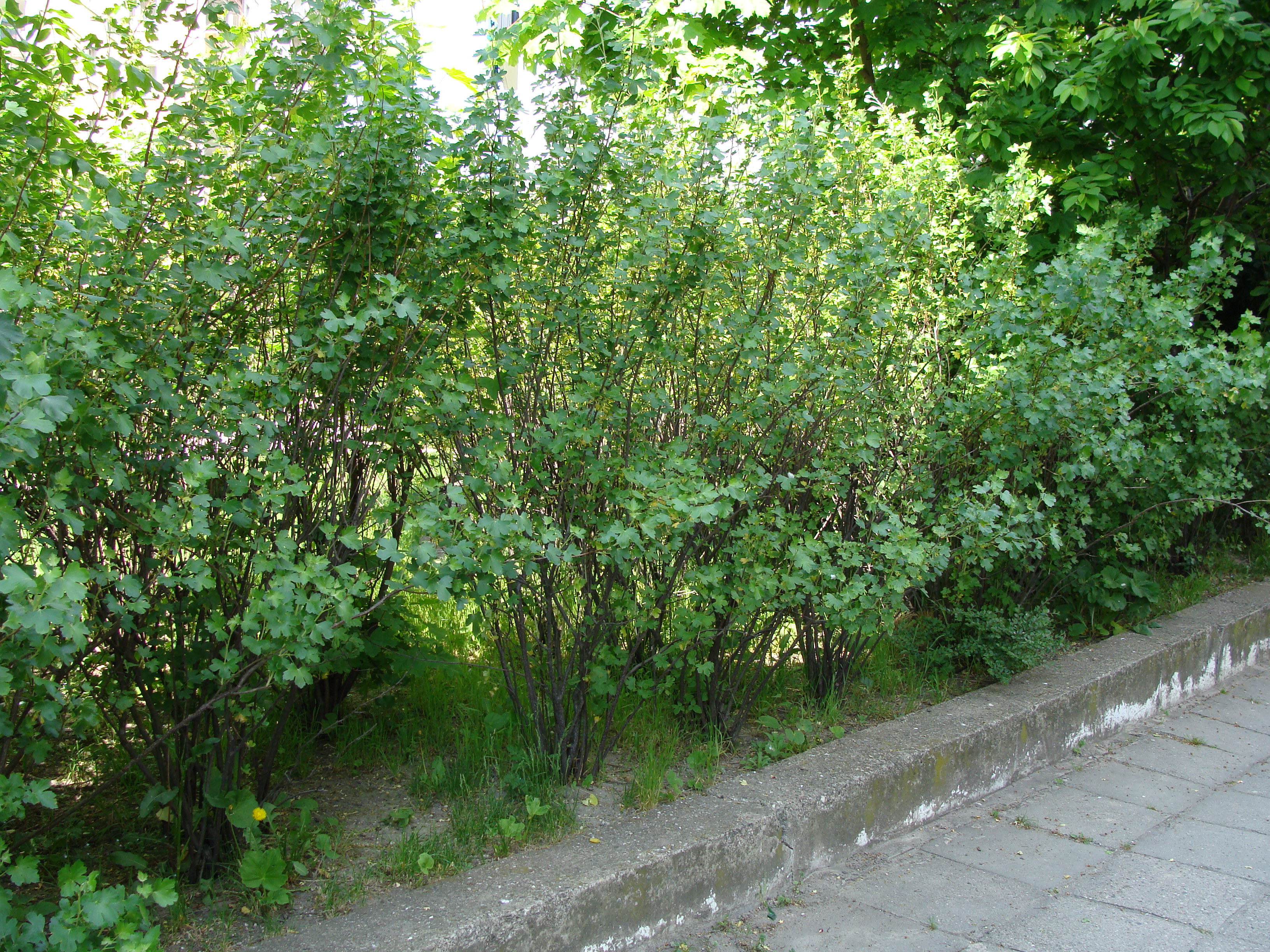
Pokrój krzewów

Porzeczka złota (Ribes aureum Pursh) – gatunek krzewu z rodziny agrestowatych. W naturze rośnie w zachodniej części Ameryki Północnej, poza tym szeroko rozpowszechniony w strefie umiarkowanej półkuli północnej, głównie jako gatunek uprawny. W Polsce stosowany w ogrodnictwie często jako podkładka.

## Rozmieszczenie
Występuje pospolicie w zachodniej części Ameryki Północnej od południowej części Kanady po Kalifornię i Teksas na południu. Na wschodzie granica naturalnego zasięgu sięga stanów Minnesota, Iowa, Missouri i Arkansas. Do Europy sprowadzony został w 1812. Występuje jako zdziczały na całym kontynencie północnoamerykańskim i w Europie, uprawiany poza tym w Rosji.

## Morfologia
ŁodygaOsiąga wysokość zwykle do 2–3 m, wyjątkowo do 4 m. Łodyga jest naga, drewniejąca, gruba i słabo rozgałęzia się. Pędy rozchylają się na boki lub wznoszą prosto, starsze często łukowato zwisają. Krzewy są słabo zagęszczone. Kora jest szara do czerwonobrązowej. Pod ziemią roślina tworzy rozłogi.
LiścieZwykle trzyklapowe i słabo ząbkowane, długości 3–5 cm, u nasady klinowate lub płytko sercowate. Ogonki i brzegi liści za młodu zwykle słabo owłosione, później nagie i tylko na brzegu orzęsione, błyszczące. Na jesieni liście wybarwiają się na czerwono, częściowo też na żółto i fioletowo.
KwiatyPięciokrotne, zebrane w grona liczące od 5 do 10 (rzadko do 15) kwiatów. Jasnożółte, długie działki kielicha u dołu są zrośnięte. Płatki korony o wiele mniejsze, są zwykle różowo nabiegłe, dołem zrośnięte do połowy, tworzą wyraźną rurkę z której wystaje pojedynczy choć dwuznamionowy słupek. Pręcików jest 5. Kwiaty pachną przyjemnie i są miododajne.
OwocCzarna, ciemnobrunatna lub u odmian pomarańczowo-żółta jagoda o średnicy 6–8 mm i charakterystycznym zapachu. Każda jagoda zawiera liczne nasiona.
Gatunki podobnePorzeczka wonna (R. odoratum Wendl.) ma omszone młode gałązki i liście 3–5 klapowe. Występuje w centralnej części Ameryki Północnej. Czasem uznawana jest za odmianę porzeczki złotej Ribes aureum Pursh var. villosum DC..

## Zmienność
Poza odmianą typową (var. aureum) wyróżnia się w zależności od ujęcia jako odmianę lub podgatunek:
- Ribes aureum Pursh subsp. gracillimum (Coville & Britton) A. E. Murray Kalmia 12:24. 1982 – zasięg ograniczony do Kalifornii (endemit).
- Ribes aureum var. intermedium Jancz.
- Ribes aureum var. leiobotrys (Koehne) Zabel
- Ribes aureum var. longiflorum Jancz.

czasem także:
- Ribes aureum Pursh var. villosum DC. – traktowaną także jako odrębny gatunek – porzeczka wonna.

W dawniejszych źródłach podawana jest też odmiana żółtoowockowa – var. chrysococcum Rydb., obecnie opisywana jako forma chrysococcum (Rydb.) Jancz. (odrębna od typowej melanococcum Jancz.) lub kultywar 'Chrysococcum'.
Szereg odmian uprawnych znajduje się na rynku ogrodniczym na kontynencie amerykańskim, m.in. odmiana 'Crandall' wyróżniająca się bardzo obfitym kwitnieniem.
W Ameryce Północnej krzyżuje się z innymi, tamtejszymi gatunkami z rodzaju Ribes.

## Biologia i ekologia
- Roślina wieloletnia, nanofanerofit. Kwitnie pod koniec kwietnia i w maju, tuż po pojawieniu się liści (w naturalnym zasięgu kwitnienie trwa do czerwca). Zakwita zwykle po raz pierwszy w trzecim roku życia. Kwiaty są nektarodajne i zapylane przez owady. Owoce dojrzewają w trakcie lata od czerwca do sierpnia. Nasiona zachowują zdolność do kiełkowania przez wiele lat. Kiełkowanie jest indukowane w wyniku skaryfikacji lub przez trwające ok. 60 dni przechłodzenie nasion w temperaturze ok. 0 °C[10]. Złamane lub ścięte pędy łatwo tworzą korzenie przybyszowe co jest wykorzystywane do produkcji podkładek.
- W naturze występuje na bardzo zróżnicowanych siedliskach. Często w nadrzecznych lasach liściastych i zaroślach[4], w lasach sosny żółtej, na obszarach źródliskowych oraz w miejscach piaszczystych i trawiastych, a także na zboczach gór na wysokościach do 2600 m n.p.m. Jest odporna na pożary, po których łatwo odbija z kłączy. Pożary też przyśpieszają kiełkowanie nasion[10].
- Liczba chromosomów 2n= 16[6].

## Zastosowanie
Roślina ozdobnaKrzew uprawiany w nasadzeniach żywopłotowych dla silnie pachnących jasnożółtych kwiatów, gęsto rozmieszczonych na pędach i zakwitających tuż przed pełnym rozwinięciem liści. Zwykle spotyka się ją wśród zieleni osiedlowej, nasadzoną wzdłuż chodników, jako zieleń oddzielającą, rzadziej jako pojedyncze egzemplarze. Polecana do parków, zieleni miejskiej i osiedlowej.
Roślina jadalnaMimo że jagody określane są mianem niesmacznych i nieprzyjemnie pachnących – są jadalne i słodkie. W Ameryce Północnej stosowane do wyrobu dżemów i galaretek.
Roślina leczniczaW medycynie ludowej Indian z plemienia Kiowa porzeczka złota stosowana była jako lekarstwo na ukąszenia węży.
Inne zastosowaniaUżywana jest jako podkładka dla piennych porzeczek i agrestów. W Polsce jest popularnie wykorzystywana w tym celu, podczas gdy na zachodzie Europy wyparta została przez Ribes divaricatum – mniej wymagającą pod względem wilgotności gleby i powietrza. Jako podkładki stosuje się sadzonki o wysokości od 120 do 170 cm szczepione za pomocą zrazów z jednorocznych pędów stosując technikę na stosowanie. Szczepienie można również wykonywać w sierpniu po usunięciu liści na pędzie podkładki, lecz wtedy stosuje się szczepienie na przystawkę boczną. Ze względu na niewielkie wymagania siedliskowe, łatwe rozprzestrzenianie się i odporność na suszę gatunek ten stosowany jest w Stanach Zjednoczonych do umacniania skarp przydrożnych, hałd kopalnianych i innych terenów przekształconych przez człowieka. Niektóre plemiona Indian używały owoców do barwienia wyrobów garncarskich. Na wielu obszarach naturalnego zasięgu stanowi pokarm dla zwierząt gospodarskich, np. w stanie Montana liście porzeczki złotej stanowią do 5% pożywienia owiec. Liście i owoce stanowią ważne źródło pożywienia dla wielu dziko występujących zwierząt.

## Uprawa
Roślina jest odporna na mrozy i suszę, ma niewielkie wymagania glebowe. Preferuje stanowiska słoneczne, choć dobrze rośnie także w miejscach zacienionych. W większości nasadzeń stare pędy przycina się przy ziemi, pozwalając roślinie na swobodny wzrost. W uprawie gatunek mnoży się łatwo za pomocą sadzonek zdrewniałych, generatywnie tylko wyjątkowo.

## Choroby
Porzeczka złota jest alternatywnym gatunkiem żywicielskim (wobec preferowanej porzeczki czarnej) dla grzyba Cronartium ribicola J.C.Fisher wywołującego rdzę wejmutkowo-porzeczkową. Rośliny porażone przez grzyb przedwcześnie tracą liście i zamierają.